# Charles Hatchett

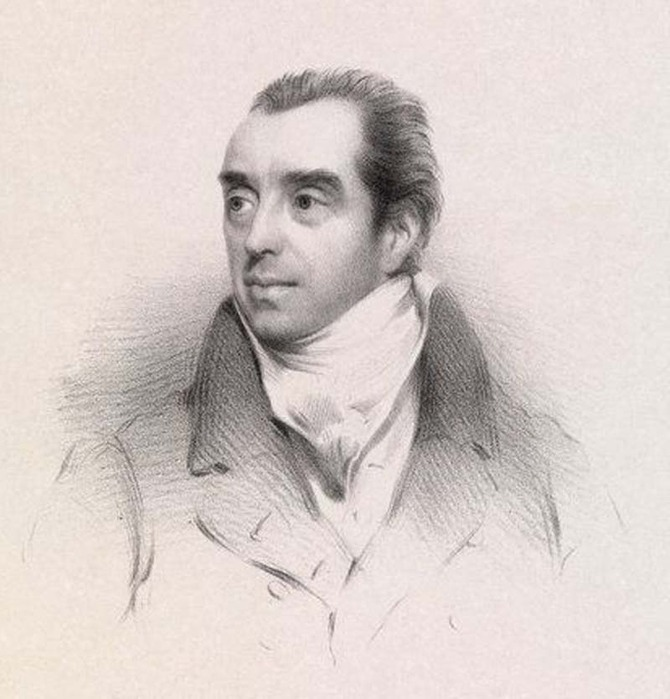
Charles Hatchett

Charles Hatchett ( 2. ledna 1765 v Londýně – 10. března 1847 v Londýně) byl anglický analytický chemik a mineralog. Objevil prvek niob, pro který navrhl název columbium, ale v roce 1949 na konferenci Chemického svazu v Amsterdamu byl pro tento prvek vybrán název niob. Podílel se i na několika objevech v oblasti mineralogie. Od roku 1801 pracoval v Britském muzeu a publikoval řadu chemických prací.
Hatchett byl synem bohatého podnikatele a předpokládalo se, že firmu po otci převezme. Jeho životním koníčkem však byla chemie a mineralogie. Neabsolvoval žádné přírodovědné vzdělání a byl samouk, a přesto dosáhl v této oblasti mnoha objevů a ocenění. Chemii se věnoval především v letech 1796 a 1806. Později se rozhodl pro rodinné podnikání.
Byl viceprezidentem Královského institutu Velké Británie. V roce 1795 byl zvolen členem Linnéovy společnosti a v roce 1797 členem Královské společnosti. V roce 1809 byl zvolen do Literárního klubu v Londýně a v roce 1829 se stal jeho pokladníkem.

## Vzdělání
Charles Hatchett se narodil v Long Acre v Londýně jako syn známého a bohatého podnikatele v oblasti výroby kočárů Johna Hatchetta (1729–1806) a Elizabeth Hatchettové. Jeho otec se později stal smírčím soudcem v Hammersmithu. Charles navštěvoval soukromou školu Fountayne's v Marylebone Parku a již od mládí projevoval zájem o analytickou chemii a mineralogii.
V roce 1786 se oženil s Elizabeth Marthou Collickovou (1756–1837) v St Martin-in-the-Fields. Po svatbě manželé dva roky cestovali po Polsku a Rusku, než se usadili v Hammersmithu. Měli dvě děti Johna Charlese Hatchetta a Annu Fredericu Hatchettovou, která se provdala za chemika Williama Thomase Brandeho.

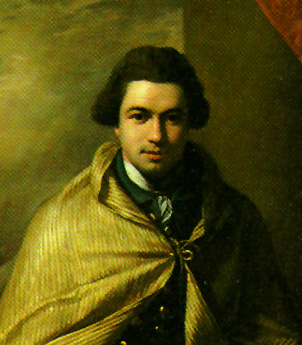
Joseph Banks (1743-1820)

V roce 1790 ho jeho otec poslal doručit nově vyrobený kočár Kateřině Veliké do Petrohradu. Cestu Hatchett využil i ke své práci v oblasti chemie a mineralogie. Dostal doporučení od prezidenta Královské společnosti a patrona anglických přírodovědců sira Josepha Bankse, aby byl na svých cestách přijat uznávanými vědci. Navštívil tak chemika Martina Klaprotha, geologa a botanika Petera Pallase, neapolského mineraloga Andreu Savaresiho a další vědce.
V roce 1796 podnikl Hatchett další dlouhou cestu, tentokrát po Anglii a Skotsku, kde navštívil geologická naleziště, doly a továrny. Jeho deník z této cesty byl publikován v roce 1967 pod názvem The Hatchett diary: a tour through the counties of England and Scotland in 1796 visiting their mines and manufactory (česky Hatchettův deník: prohlídka hrabství Anglie a Skotska v roce 1796 při návštěvě jejich dolů a manufaktury).
Charles Hatchett se věnoval chemii především v letech 1796 a 1806. Od roku 1801 pracoval v Britském muzeu a publikoval řadu chemických prací. Později po smrti svého otce se však rozhodl pro rodinné podnikání. Byl známý jako sběratel starých knih, uměleckých a hudebních rukopisů a nástrojů. Zemřel v Londýně v roce 1847 ve věku 82 let a byl pohřben v St Laurence's Church, Upton-cum-Chalvey, kde je také pohřben jeho přítel německo-britský astronom William Herschel.

## Chemie a mineralogie

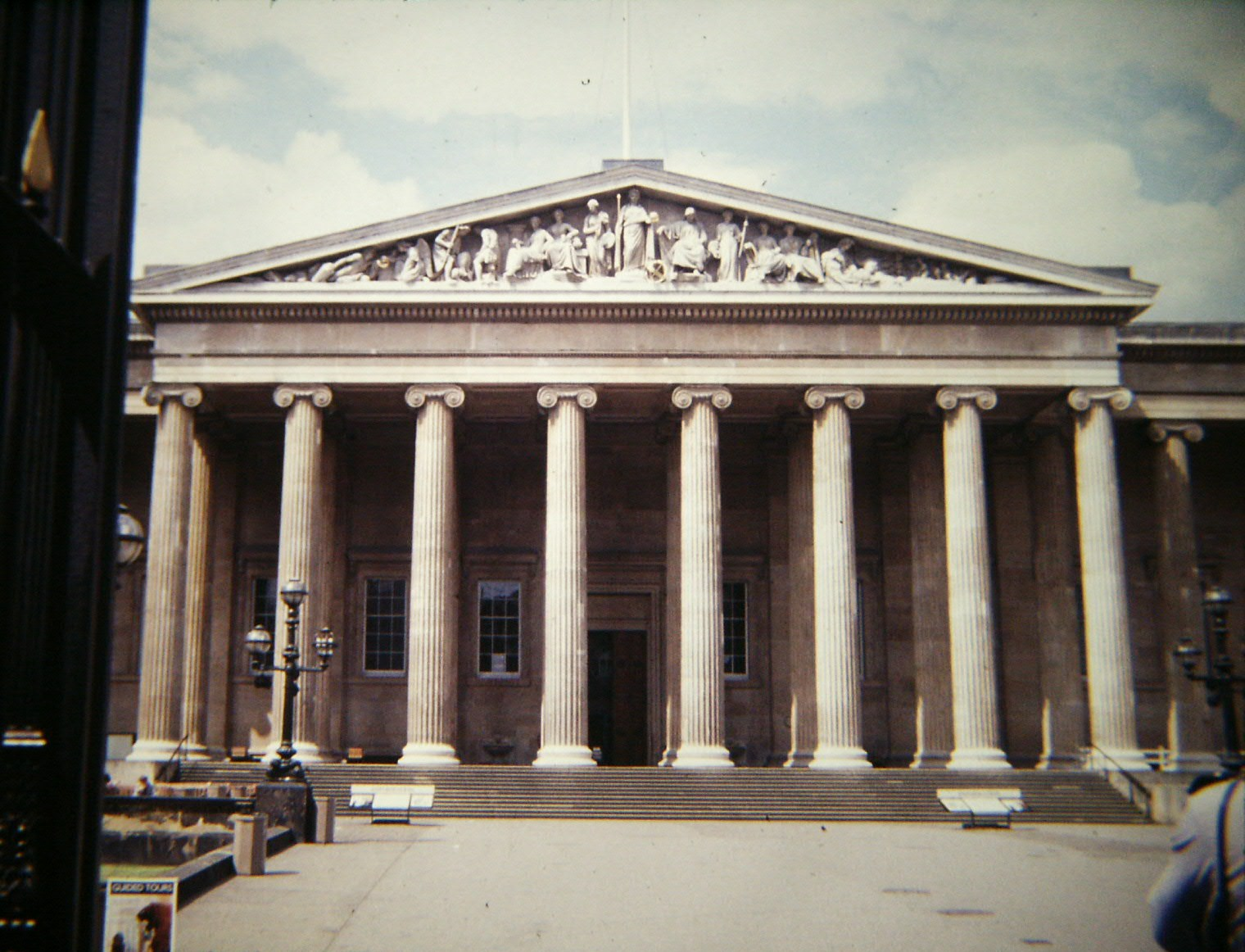
Britské muzeum

- Britské muzeumV letech 1796 a 1806 se Charles Hatchett věnoval především chemii. V roce 1796 publikoval článek s názvem Analýza korintského molybdenanu olova, ve které vyřešil spor o povahu tohoto minerálu. V roce 1797 byl zvolen členem Královské společnosti, především díky této práci.
- Ve více než 20 dalších článcích se zabýval chemií minerálů, pryskyřic a dalších přírodních produktů.
- V roce 1798 byl Hatchett požádán členy Soukromé rady Spojeného království, aby spolupracoval s Henrym Cavendishem a posoudil stav mincí království, které byly v té době často falšovány. V roce 1803 vypracoval 152stránkovou zprávu, ve které dospěl k závěru, že nedošlo k žádné závažné vadě ve složení nebo množství standardního zlata.
- Hatchett vytvořil sbírku více než 7000 minerálů, kterou v roce 1799 prodal Britskému muzeu v Londýně. Souhlasil s uspořádáním sbírky minerálů v muzeu, ale ponechal si právo vyjmout a analyzovat části některých exemplářů.
- V roce 1800 Hatchett otevřel malou chemickou továrnu v Chiswicku v Londýně.

## Objevy prvků

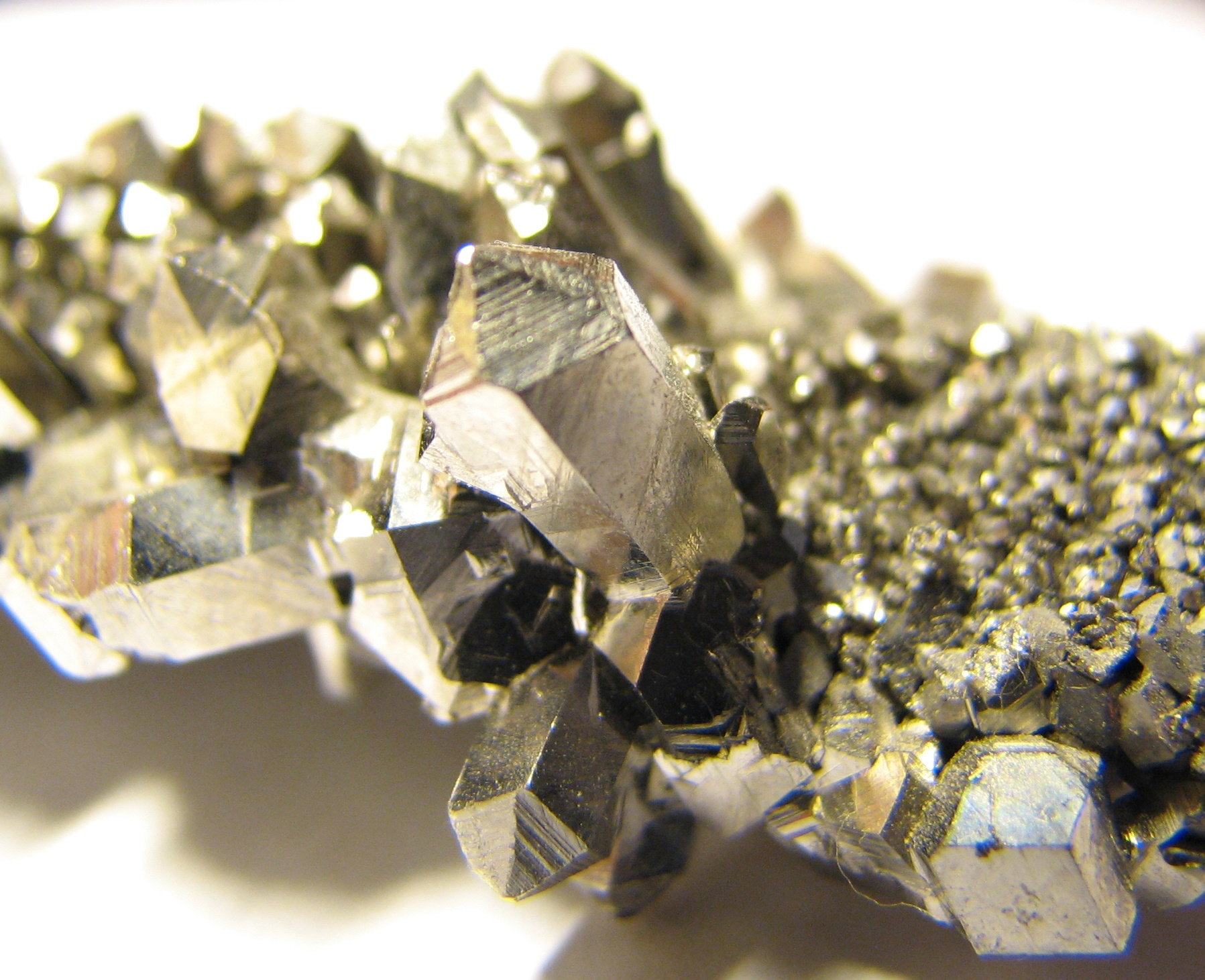
Niob - prvek

- Columbit - minerálNiob - prvekV roce 1801 Hatchett analyzoval kus columbitu ze sbírky nerostů Britského muzea, který dopravil do Anglie kolem roku 1650 první guvernér Connecticutu John Winthrop (1606-1676). Ukázalo se, že columbit je velmi složitý minerál a obsahuje novou zeminu, což naznačuje existenci nového prvku (francouzský chemik Antoine Lavoisier definoval pojem prvek o pouhých 13 let dříve). Hatchett nazval tento nový prvek columbium (Cb) na počest Kryštofa Kolumba, objevitele Ameriky. Dne 26. listopadu 1801 roku prezentoval svůj objev před Královskou společností.

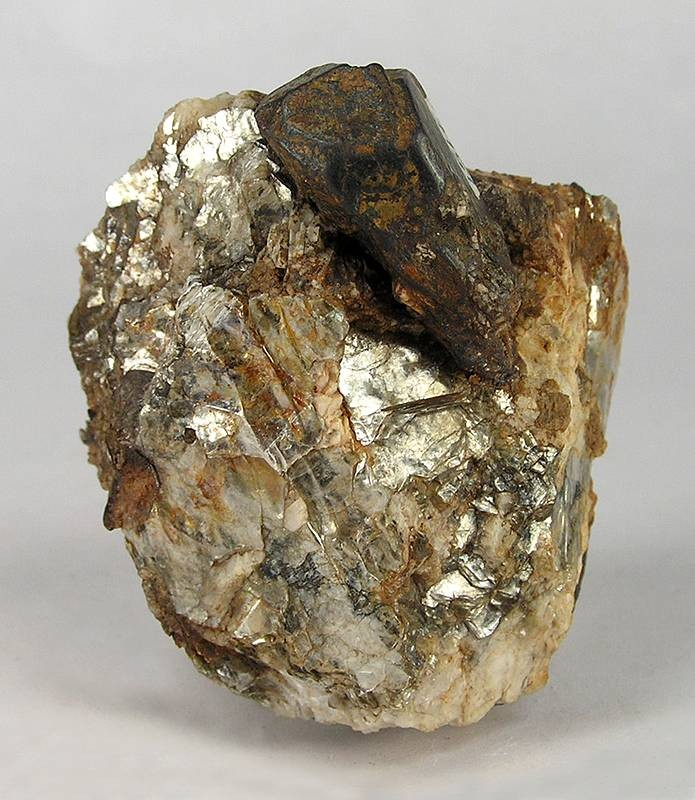
Columbit - minerál

- Po dlouhou dobu bylo obtížné odlišit columbium od tantalu, prvku objeveného ve Švédsku v roce 1802 Andersem Ekebergem a izolovaného v roce 1820 Jönsem Berzeliusem.
- V roce 1846 německý chemik Heinrich Rose objevil, že v tantalitu jsou dva další prvky, které pojmenoval niob a pelopium podle řeckých mytologických postav Niobe a Pelopse, dcery a syna Tantala. Heinrich Rose nevěděl o Hatchettově objevu prvku columbia, který byl totožný s jeho objeveným prvkem, a proto jej pojmenoval niob.
- Nakonec se potvrdilo, že Roseův niob (atomové číslo 41) je identický s Hatchettovým columbiem a v roce 1949 byl na 15. konferenci Chemického svazu v Amsterdamu pro tento prvek vybrán název niob.
- Starý název columbium se však dodnes používá v americkém metalurgickém průmyslu.

## Publikace
- Analýza magnetických pyritů, 1804
- Pojednání o nardu starověku, 1836

## Vyznamenání
- V roce 1798 byla Charlesu Hatchettovi udělena Copleyho medaile od Královské společnosti.
- V roce 1797 se stal členem Královské společnosti v Edinburghu.
- V roce 1808 byl zvolen externím členem Bavorské akademie věd a humanitních věd.
- V září 1823 se stal dopisujícím členem Francouzské akademie věd.
- Od roku 1979 uděluje Institute of Materials, Minerals and Mining v Londýně výroční cenu Charlese Hatchetta významnému metalurgovi za nejlepší práce o vědě a technologii niobu a jeho slitin. Medaile je odlita z čistého niobu.